# Matthew Mbuta
Andongcho „Matthew“ Mbuta (* 21. Dezember 1985 in Yaoundé) ist ein kamerunischer Fußballspieler auf der Position eines offensiven Mittelfeldspielers und Stürmers. 

## Karriere

### Vereinskarriere
Mbuta begann seine aktive Karriere als Profifußballspieler im Jahre 2004 in seiner Heimat Kamerun bei PWD Bamenda in der Kamerun Première Division. Dort erzielte er in seiner ersten Saison in 20 absolvierten Partien zwölf Treffer und war damit drittbester Spieler der gesamten Liga. Mit dem Team qualifizierte er sich für den CAF Cup, bei dem er in vier Spielen fünf Tore erzielte und die Mannschaft so bis ins Viertelfinale schoss.
Im Jahre 2006 wechselte er nach Brunei zum Brunei DPMM FC in der Malaysia Super League. Bei der Mannschaft aus Brunei spielte er meist als Mittelstürmer, kam aber auch als Mittelfeldspieler beziehungsweise als zweiter Stürmer zum Einsatz. Wegen seiner konstant guten Leistungen in Malaysia wurde er zu Probetrainings nach England eingeladen. Dort trainierte er mit den Profimannschaften der beiden Premier-League-Klubs West Ham United und Arsenal London, erhielt jedoch keinen der hochdotierten Verträge. Nach nur acht Spielen und einer Bilanz von drei Treffern verließ er die Mannschaft, um in die Vereinigten Staaten zu Crystal Palace Baltimore in die drittklassige USL Second Division zu wechseln. In seiner ersten Saison mit dem Verein aus Baltimore wurde er mit fünf Treffern und sieben Assists bei 16 absolvierten Meisterschaftspartien ins USL-2 All-League First-Team gewählt. In der darauffolgenden Saison wurde er mit zwei Toren und gleich vielen Assists aus 16 Spielen ins USL-2 All-League Second-Team gewählt. Durch seine herausragenden Leistungen beim Lamar Hunt U.S. Open Cup 2008, bei dem er mit der Mannschaft in der 3. Runde die New York Red Bulls mit 2:0 besiegte und sich im Viertelfinale nach dem Elfmeterschießen der New England Revolution geschlagen geben musste, konnte er das Interesse einiger Klubs aus der Major League Soccer für sich gewinnen.
Nach insgesamt 33 Spielen und sieben Toren sowie einem Probetraining bei den New York Red Bulls wurde Mbuta am 15. September 2008 von diesen unter Vertrag genommen. Sein Debüt in der MLS gab er in der 26. Runde der laufenden Saison bei einer 5:4-Niederlage gegen die Colorado Rapids. Bei diesem Spiel erzielte er seinen ersten und bisher einzigen Treffer für die Red Bulls. Die letzten Runden der Saison 2008 schied Mbuta wegen einer Verletzung am Quadriceps aus dem Spielbetrieb aus. Noch während der Saison 2009 spielte er leihweise für die Richmond Kickers in der drittklassigen USL Second Division, wo er zu einem Einsatz kam. Außerdem kam er zu drei Spielen und zwei erzielten Toren, als er noch in derselben Saison bei Crystal Palace Baltimore als Leihspieler auf dem Platz stand.
Im letzten Spiel der Saison 2009 erzielte er sein zweites Tor für die Red Bulls. Am 12. Februar wurde er von den New Yorkern freigestellt und spielt seit dem 2. März 2010 für Crystal Palace Baltimore.

### International
Mbuta sammelte schon Erfahrung in der U-23-Auswahl von Kamerun, für die er von 2007 bis 2008 spielte. Seinen ersten Einsatz für eine kamerunische Jugendauswahl hatte er bereits im Jahre 2000.

## Erfolge
- 1× CAF-Cup-Viertelfinale
- 1× US-Open-Cup-Viertelfinale: 2008